# İsmet İnönü
Mustafa İsmet Pascha, ab 1934 İsmet İnönü  (* 24. September 1884 in Izmir; † 25. Dezember 1973 in Ankara), war ein türkischer Offizier und später Politiker der kemalistischen Republikanischen Volkspartei (CHP) und Weggefährte des Staatsgründers Mustafa Kemal Atatürk. Er war von 1923 bis 1937 mit dreieinhalbmonatiger Unterbrechung unter Atatürk der erste Ministerpräsident und anschließend von 1938 bis 1950 der zweite Präsident der Republik Türkei. Von 1961 bis 1965 war er ein weiteres Mal Ministerpräsident.
Inönü selbst hatte ab 1943 den Weg für ein Mehrparteiensystem geöffnet und verlor in der Folge das Präsidentenamt. Mehr als ein halbes Jahrhundert lang beeinflusste er sowohl in Regierungsverantwortung als auch als Oppositionsführer in größtem Ausmaß die türkische Außen- und Innenpolitik, zumal ihm bereits Atatürk die praktischen Aspekte der Innen- und Außenpolitik früh überlassen hatte.

## Herkunft

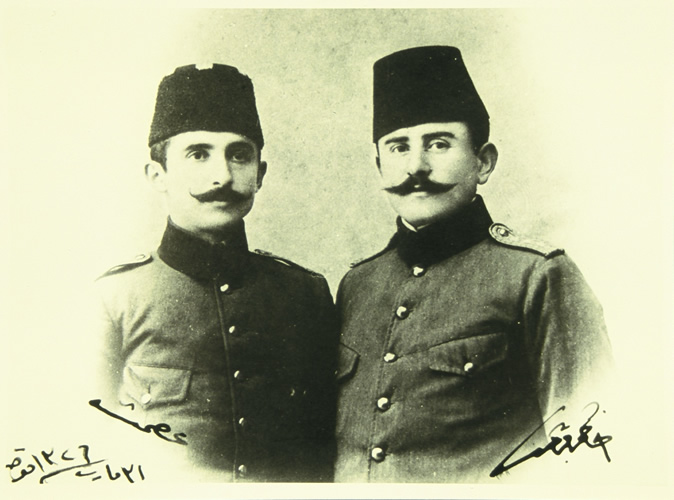
Mustafa İsmet (links) und Kâzım Karabekir 1910

Mustafa İsmet kam 1884 als zweiter Sohn des Ehepaares Hadschi Reşit Efendi und Cevriye Temelli Hanım auf die Welt. Sein Vater stammte aus Malatya und dessen Vater stammte seinerseits aus der bekannten kurdischen Familie Kürümoğulları aus Bitlis. İsmet İnönüs Mutter stammte aus der Stadt Rasgrad in Bulgarien und zog in den 1870er Jahren mit ihrer Familie nach İstanbul. Dort heirateten beide im Jahr 1880. Nach der Geburt des ältesten Sohnes Ahmet Mithat kam Mustafa zur Welt, dann Hasan Rıza, Hayri und Semiha. Mustafa Ismets Vater wurde als Magistrat nach Sivas versetzt, wo Mustafa die Schule besuchte.

## Militärische Karriere unter den Osmanen
Darauf folgte von 1892 bis 1895 eine Kadettenanstalt, dann bis 1897 eine Zivilschule. 1897 ging er nach Istanbul, wo er bis 1903 die Artillerieakademie, dann bis 1906 die Militärakademie der osmanischen Armee besuchte.
Während seiner Stabsausbildung in Istanbul lernte er Mustafa Kemal (später Atatürk) kennen und sie wurden Freunde. 1906 wurde er Hauptmann im Generalstab. Von dort ging er nach Edirne, wo er nach einem Zwischenfall an der bulgarischen Grenze erste Verhandlungserfahrungen sammelte. Wegen allzu offener politischer Diskussionen erhielt er zwei Abmahnungen. Mustafa İsmet schloss sich einer oppositionellen Gruppe an. 1908/09 beteiligte er sich nicht am Aufstand der Jungtürken, denn er war der Ansicht, dass Offiziere dazu nicht berechtigt seien. Als diese Meinung nicht akzeptiert wurde, verließ er das Komitee für Einheit und Fortschritt.
Vor dem Ersten Weltkrieg war er 1910 im Jemen stationiert, wo er sich eine Malariainfektion einhandelte, die sein Gehör schädigte. Bei Verhandlungen mit den Aufständischen unter Imam Yahya erwarb er sich erhebliche Verdienste. 1912 wurde er zum Major befördert.
1913 übernahm er die Leitung der ersten Sektion des Generalstabs in Çatalca bei Istanbul. In dieser Zeit reiste er nach Österreich, Deutschland, Frankreich und in die Schweiz. Im selben Jahr war er militärischer Berater bei den Verhandlungen über den Vertrag von Konstantinopel, der den Zweiten Balkankrieg beendete.
Nach Ausbruch des Ersten Weltkrieges wurde er im Dezember 1914 zum Oberst befördert und dem deutschen General Liman von Sanders unterstellt. In dieser Zeit führte er lange Gespräche mit Atatürk. 1915 arbeitete er unter Enver Pascha. Während der Schlacht von Gallipoli leitete er die Operationsabteilung im türkischen Großen Hauptquartier. Als Armeekommandeur war er in Syrien (gegen die Westalliierten) eingesetzt. 1915 war er Chef des Generalstabes an der Kaukasusfront (gegen Russland) und 1917 Kommandierender General des III. Armeekorps in Palästina. Auch war er mit der Zweiten Armee in Diyarbakır stationiert. İsmet heiratete 1916 Mevhibe (geboren 1897; gestorben am 7. Februar 1992 in Ankara), wozu er, während die Zweite Armee in den Südosten abkommandiert wurde, zehn Tage in Istanbul blieb. İsmet und Mevhibe İnönü hatten drei Kinder, der 1926 geborene Sohn Erdal wurde 1995 Minister für Auswärtige Angelegenheiten der Republik Türkei.
Als der kommandierende General der Zweiten Armee in der Schlacht an der russischen Front (6. bis 7. August 1916) starb, vertrat ihn Mustafa İsmet. Der spätere Atatürk arbeitete dort erstmals mit dem späteren Inönü zusammen. Letzterer leitete den geordneten Rückzug der Armee aus Syrien.
Nach der Niederlage der Mittelmächte verlor das Osmanische Reich infolge des Friedensvertrages von Sèvres seine verbliebenen Gebiete außerhalb von Anatolien und Thrakien. Darüber hinaus sollte das Gebiet der späteren Türkei weitgehend zerstückelt werden. İsmet erhielt nach dem Mudros-Waffenstillstand vom 30. Oktober 1918 verschiedene Posten in Istanbul, darunter den eines Untersekretärs im Kriegsministerium.

## Militärisch-politische Karriere unter Atatürk

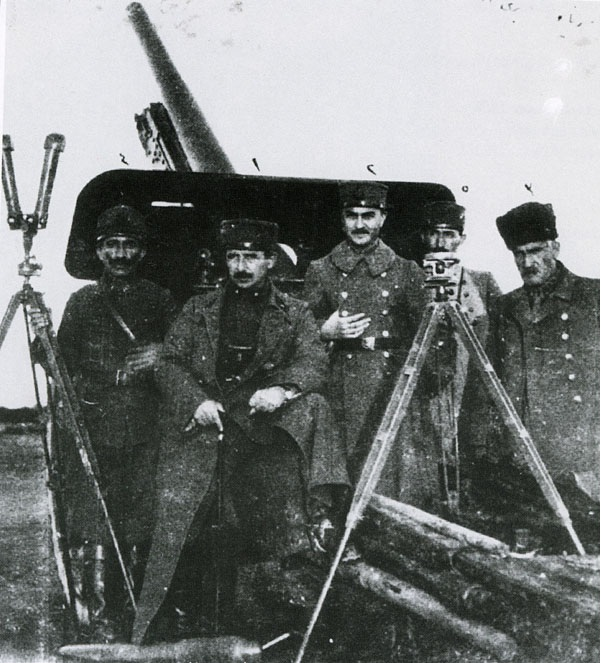
İsmet Pascha (İnönü) und sein Stabschef Asım Bey (Gündüz), 6. Februar 1922

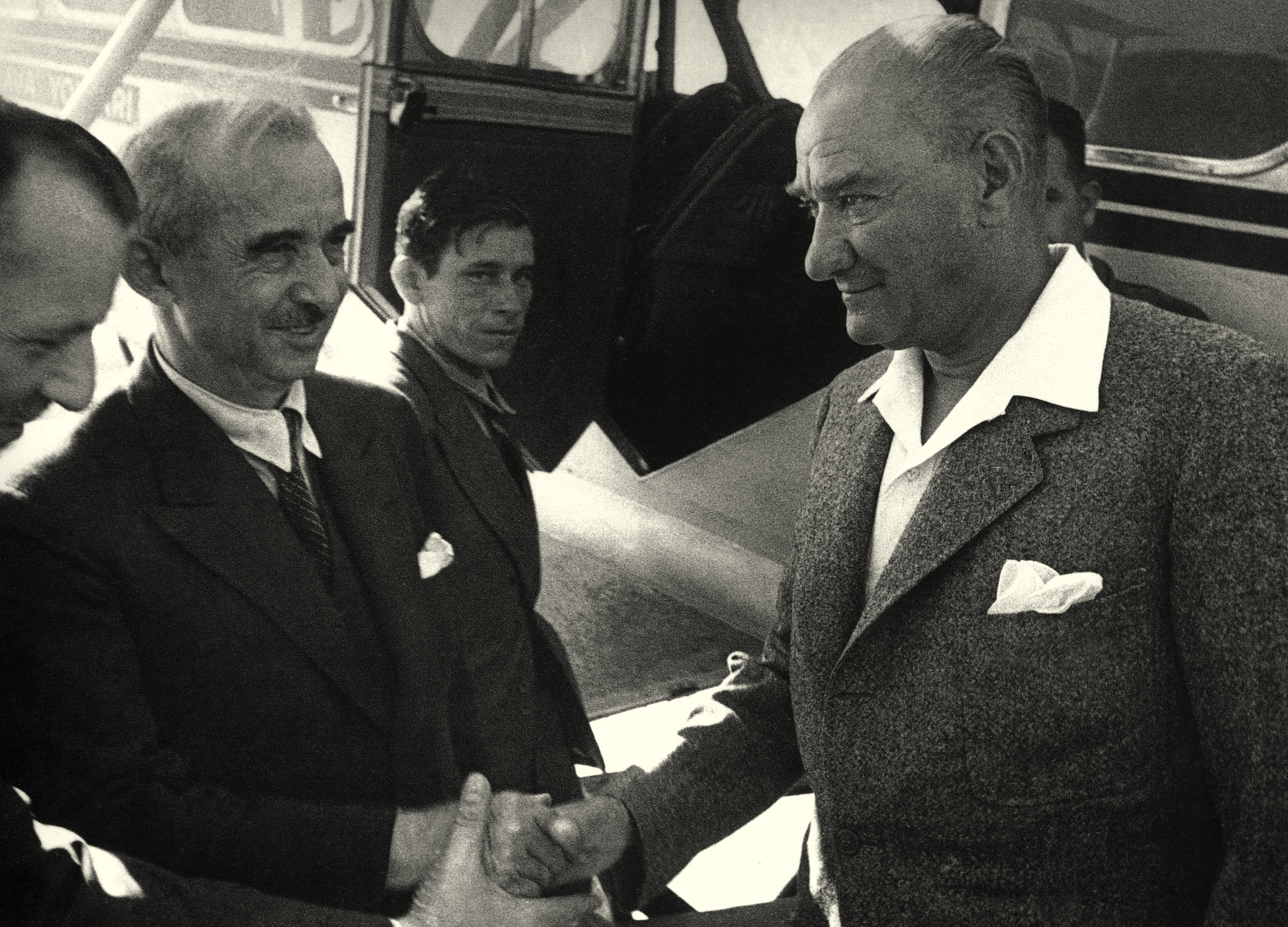
Inönü und Atatürk 1936

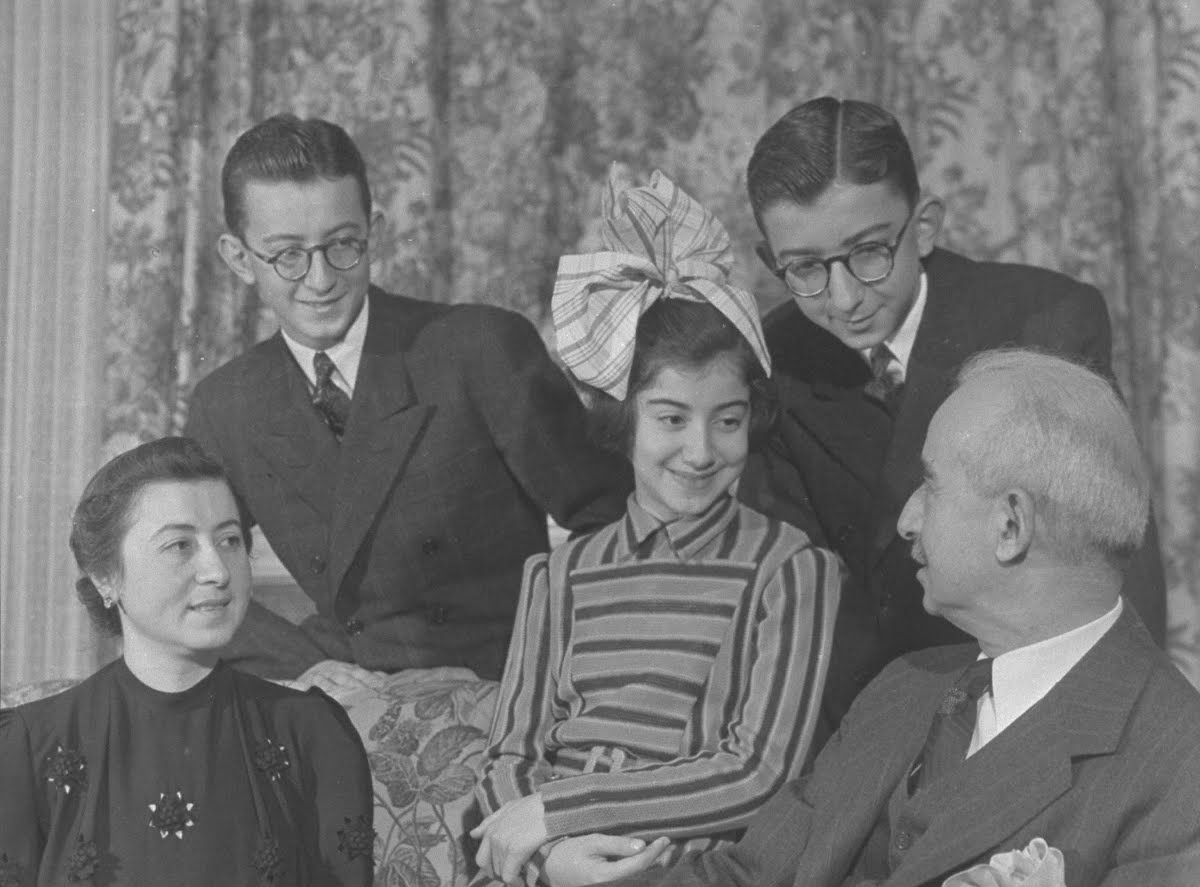
Ismet Inönü (rechts unten) mit Familie. Sein Sohn Erdal ist direkt hinter ihm zu sehen.

Im türkischen Befreiungskrieg, den Mustafa Kemal Pascha von 1919 bis 1923 zum einen gegen die Besatzungsmächte der Triple Entente führte, also gegen italienische, französische und britische Besatzungszonen in Anatolien und der Ägäis, zum anderen gegen den Plan eines Großarmeniens im Osten und eines Großgriechenlands im Westen, wurde İnönü am 6. Juni 1920 in Abwesenheit durch das Militärgericht der Istanbuler Sultansregierung zum Tode verurteilt. Er hatte Atatürk mit Nachrichten und abgelegten Waffen der osmanischen Armee versorgt. Als Atatürk 1920 seine Gegenregierung gebildet hatte, stellte sich İnönü nach einigem Zögern auf seine Seite, denn er war zunächst höchst pessimistisch. Im Januar 1920 ging er gleichfalls nach Ankara. Am 18. März 1920 wurde Istanbul von den alliierten Kräften besetzt. İnönü verließ am nächsten Tag die Hauptstadt Richtung Ankara. Am 9. April 1920 wurde er als Vertreter der Armee Abgeordneter in der Großen Nationalversammlung in Ankara. Er erhielt den Auftrag, eine reguläre Armee aufzubauen, nachdem er Atatürk davon überzeugt hatte, dass eine Fortsetzung des Kampfes mit Milizen wenig aussichtsreich war.
Am 25. Oktober 1920 wurde İnönü von der Nationalversammlung der Oberbefehl an der griechisch-türkischen oder Westfront erteilt. In den beiden Schlachten von İnönü im Januar und März/April 1921 siegten seine Truppen entscheidend gegen die griechische Armee, die Anatolien räumen musste. Nach der Einnahme von Smyrna (heute Izmir), das bis zu diesem Zeitpunkt eine große griechische Gemeinde hatte, am 9. September 1922 endete der Krieg. 1934 nahm Mustafa İsmet zur Erinnerung an die Siege von İnönü gemäß dem türkischen Familiennamensgesetz den Nachnamen İnönü an.

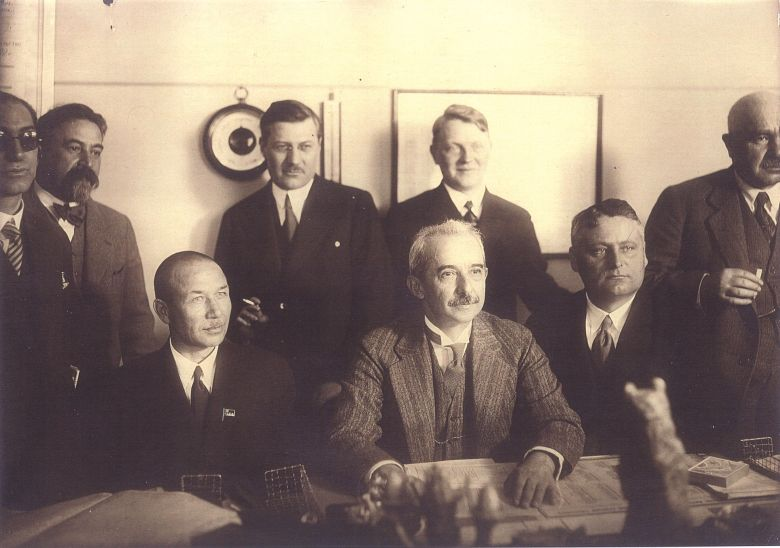
Als Außenminister 1932 in Moskau

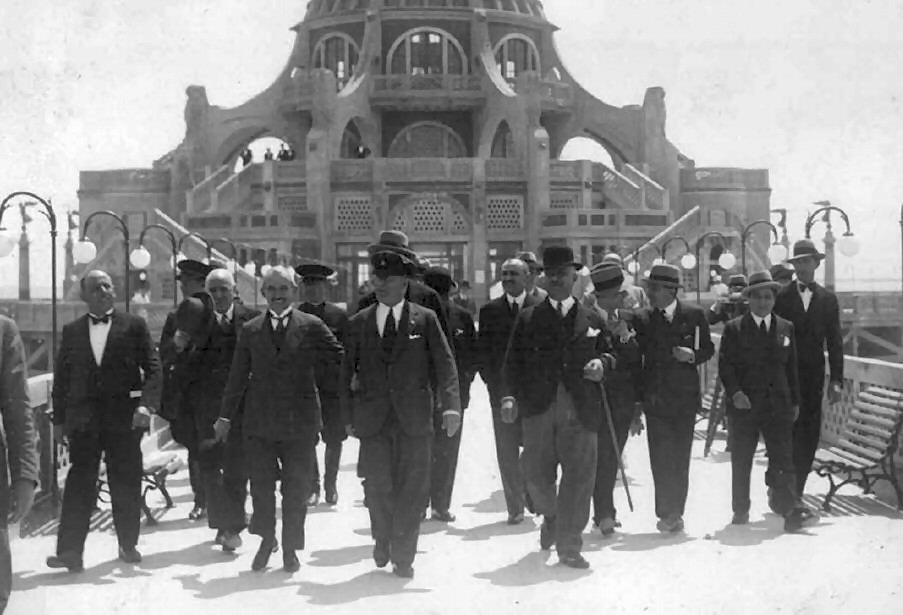
Inönü (2. v. l.) wird 1932 am Lido von Ostia durch Mussolini (Mitte) empfangen

1922 erfolgte die Berufung zum Außenminister (er sprach Deutsch, Englisch und Französisch). İsmet İnönü nahm am 11. Oktober 1922 an den Waffenstillstandsverhandlungen in Mudanya als Delegationsführer teil. Atatürk ernannte ihn am 26. Oktober 1922 zum Außenminister und vom 21. November 1922 bis zum 24. Juli 1923 führte er die Delegation bei den Verhandlungen zum Vertrag von Lausanne, nachdem ihn Atatürk zum Delegationsleiter bereits am 2. November des Vorjahres ernannt hatte. Atatürk und İsmet bereiteten die Änderungen an der Verfassung von 1921 vor, die am 29. Oktober 1923 die Ausrufung der Republik ermöglichten, deren erster Präsident Atatürk wurde.
Das Amt des Ministerpräsidenten hatte İnönü von 1923 bis zum 20. November 1924 – İsmet trat „aus Gesundheitsgründen“ zurück –, wurde jedoch am 3. März 1925 erneut berufen, um den Aufstand von Scheich Said in der Osttürkei zu bekämpfen. İsmet war im November 1924 durch Ali Fethi Bey (Okyar) ersetzt worden, weil sich innerhalb der CHP eine starke Gruppe entwickelt hatte, die zwar kemalistisch orientiert war, sich aber gegen Autoritarismus und Zentralismus wandte. Sie gründete schließlich die Fortschrittliche Republikanische Partei (Terakkiperver Cumhuriyet Fırkası) Der Zuspruch für diese Gruppe war im traditionalistischen Osten ebenso stark, wie in Izmir und Istanbul. İsmet wurde, um die Spannungen zu mindern, durch Ali Fethi Bey eine Zeit lang ersetzt, der der Kopf des liberalen Flügels der Partei war. Das Verbot der kurdischen Sprache, die Abschaffung des übergreifenden Kalifats, der türkische Nationalismus und die Deportation der Unbotmäßigen führten zum Aufstand der Kurden, der wiederum den kemalistischen Zentralismus stärkte. Bereits am 2. März 1925 erhielt İsmet sein Amt zurück. Die TCF wurde aufgelöst, viele verbotene Zeitungen gingen ein, der Aufstand brach schnell zusammen.
Am 3. November 1928 wurde das Lateinische Alphabet eingeführt, die arabische Schrift kam außer Gebrauch. Inönü selbst schrieb nie wieder arabisch, und er achtete auch darauf, dass diese Schrift in seiner Umgebung nicht gebraucht wurde, auch nicht durch Atatürk. Dieser war erheblich impulsiver, so dass er von Inönü, den er als Staatspascha bezeichnete, beruhigt werden musste, da er womöglich 1930 bereit gewesen wäre, sich auf eine militärische Auseinandersetzung mit Mussolini einzulassen.
Er trat am 20. September 1937 wegen Auseinandersetzungen mit dem Wirtschaftsminister Celâl Bayar vom Amt zurück. Dieser setzte stärker auf Privatisierung, während Inönü der Staatswirtschaft den Vorrang gab. Auch den Parteivorsitz gab Inönü ab. Atatürk, der sich immer mehr zurückzog und schließlich an Leberzirrhose erkrankte, sich aber mit seinen Entscheidungen jederzeit über Inönü hinwegsetzte, provozierte den Bruch, der 1937 eintrat. Atatürk lebte ab Sommer 1938 nur noch in den Räumen des Dolmabahce-Palastes am Bosporus. Nach dem Tod Atatürks wurde Inönü am 11. November 1938 zum zweiten Präsidenten der Türkei gewählt und wurde auch wieder Parteichef. Wie Inönü in sein Tagebuch eintrug, wählten sie einstimmig jemanden, der nicht an der Macht war, mit dessen Ansichten sie nicht übereinstimmten, und den sie fürchteten.

## Präsident (1938–50)

### Personenkult (1938–46)
Am 3. Dezember 1938 wurde İnönü auf dem 4. außerordentlichen Kongress der Republikanischen Volkspartei (CHP) der Titel Nationales Oberhaupt oder Nationaler Führer („Millî Şef“) und Unabänderlicher Parteivorsitzender (Değişmez Genel Başkan) verliehen. Daher wird die Zeit zwischen dem 11. November 1938 und dem 22. Mai 1950 (nach anderen Angaben nur bis 1945) als „Periode des Nationalen Führers in der Türkei“ (Türkiye'de Millî Şef Dönemi) bezeichnet. Des Weiteren wurde dem verstorbenen Staatspräsident Atatürk der Titel „Ewiges Oberhaupt“ (Ebedi Şef) verliehen. Im Mai 1946, vor den ersten Mehrparteien-Wahlen vom 21. Juli 1946, legte İnönü beide Titel wieder ab.
Die Annahme des Titels führte dazu, dass ihm der Vorwurf gemacht wurde, er habe einen Personenkult etabliert. Seine politischen Gegner warfen ihm eine autoritäre Amtsführung, wenn nicht Tyrannei vor. Nach 1950 wurde er geradezu zum alleinigen Fokus der Kritik am Einparteienregime der Jahre zwischen 1923 und 1945, zumal Kritik an Atatürk ein Tabu darstellte. Inönü selbst äußerte dies, und schon Atatürk hatte Kritik an seiner Politik auf Inönü ableiten lassen. Zudem war Inönü in den Kriegsjahren nicht bereit, seine Entscheidungen zu diskutieren oder auch nur zu begründen.

### Lavieren zwischen Alliierten und Achsenmächten
Während des Zweiten Weltkrieges gab Inönü seine Pläne auf, das Land zu liberalisieren. Dabei bewahrte die Türkei unter seiner Führung bis kurz vor Kriegsende ihre Neutralität, obwohl sich die Kriegsgegner um das Land bemühten. Franz von Papen, seit 1939 Botschafter in Ankara, reiste für Berlin im Februar 1942 in die türkische Hauptstadt, während London Hughe Knatchbull-Hugessen und das Freie Frankreich René Massigli dorthin entsandte. Die Türkei lavierte zwischen den Bündnissystemen. Am 23. April 1939 eröffnete der türkische Außenminister Şükrü Saracoğlu Knatchbull-Hugessen, dass Ankara sich von der italienischen Expansion in Albanien und von der deutschen auf dem Balkan bedroht sehe. Daher schlug er ein britisch-sowjetisch-türkisches Bündnis vor. Im Mai 1939 teilte Inönü dem französischen Botschafter Massigli mit, das beste Mittel Deutschland aufzuhalten, sei ein Bündnis zwischen seinem Land, der Sowjetunion sowie Frankreich und Großbritannien. Inönü wollte dafür sowjetischen Truppen entsprechende Landeerlaubnisse erteilen und ersuchte Paris um Ausbilder für seine Armee. Zustande kam den Ankarapakt vom Oktober 1939 auf gegenseitige Hilfeleistung zwischen der Türkei, Frankreich und Großbritannien, der jedoch ohne Folgen blieb.

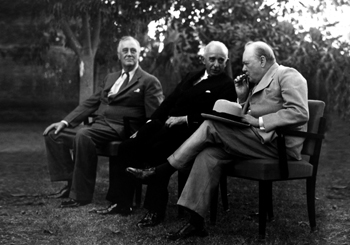
Roosevelt, Inönü und Churchill (v. l. n. r.) in Kairo, 1943

Premierminister Winston Churchill, seit Ende 1942 geneigt, die Türkei für die Alliierten zu gewinnen, reiste am 30. Januar 1943 nach Ankara, um die Türkei zu einem Bündnis zu drängen. Churchill verhandelte im Januar 1943 mit Inönü geheim in einem Eisenbahnwaggon in Yenice bei Adana. Er versuchte Inönü dazu zu bewegen, für die britische Luftwaffe Stützpunkte einzurichten, um von dort die rumänischen Ölfelder bombardieren zu können, doch Inönü zögerte eine Entscheidung hinaus. Erst als deutlich wurde, dass die Achsenmächte unterliegen würden, traf sich Inönü vom 4. bis 6. Dezember 1943 in aller Öffentlichkeit mit dem US-Präsidenten Franklin D. Roosevelt und Churchill bei der Zweiten Kairo-Konferenz. Doch die Türkei zögerte weiterhin, so dass London am 3. Februar 1944 die Verhandlungen abrupt abbrach und wenig später seine Ausrüstung und seine Ausbilder abzog. Den Tiefpunkt erreichten die diplomatischen Beziehungen, als London wegen der Durchfahrt getarnter deutscher Kriegsschiffe eine Protestnote an Inönü sandte.
Bereits seit dem Angriff Italiens auf Albanien am 7. April 1939 suchte Ankara die Annäherung an London und Paris, wobei Frankreich die Republik Hatay mit der Hauptstadt Antakya an die Türkei abtrat. Die nun unterzeichneten Beistandsabkommen mit Großbritannien und Frankreich vom 8. Oktober 1939 ergänzte Inönü am 18. Juni 1941 um einen Freundschaftsvertrag mit dem Deutschen Reich, mit dem ein solcher Freundschaftsvertrag bereits seit dem 3. März 1924 bestand. Dabei war die Initiative zur Aufnahme diplomatischer Beziehungen mit Berlin seit 1921 von Ankara ausgegangen, das keineswegs das freundschaftliche Verhältnis zu Deutschland so gewertet wissen wollte, als setze man die guten Beziehungen aus osmanischer Zeit fort. Berlin zögerte und ernannte Rudolf Nadolny, der als deutscher Vertreter in Ankara fungierte, erst im Juni 1925 zum offiziellen Botschafter. Ankara trat 1932 dem Völkerbund bei. Mit dem Beginn des Zweiten Weltkriegs änderte sich die türkische Außenpolitik. Inönü forderte Berlin bzw. von Papen am 29. November 1940 auf, seine Gedanken zu einem Nichtangriffspakt zu formulieren, sowie zur Aufteilung des Balkans für den Fall des Sieges Hitlers. Berlin erklärte sich bereit, die türkischen Grenzen zu respektieren, doch der türkische Außenminister Şükrü Saracoğlu verlangte eine nicht näher definierte „türkische Interessensphäre“. Damit stand Deutschland vor dem gleichen Dilemma wie Großbritannien, denn mit diesem Vorbehalt war es nicht möglich, die arabische Welt gegen den Gegner zu mobilisieren. Als Berlin im Mai 1941 über den freien Durchmarsch der Wehrmacht Richtung Suezkanal verhandelte, forderte derselbe Außenminister die Anerkennung des Iraks als Teil der besagten Interessensphäre.
In Berlin wurde die türkische Politik und insbesondere die Atatürks seit geraumer Zeit mit großer Aufmerksamkeit verfolgt. Als dieser starb, erschien am 12. November im Völkischen Beobachter ein langer Artikel über seinen Nachfolger. Hitler gratulierte Inönü per Telegramm, während Mussolini dies unterließ. Im Frühjahr 1941 war fast der gesamte Balkan in der Hand Italiens und vor allem Deutschlands. Während jedoch der türkische Generalstab wie große Teile der militärischen Führung dem bis dahin siegreichen Deutschland zugeneigt war und weiterhin weit nach Zentralasien reichende turanistische Ziele verfolgte, blieb Inönü skeptisch. Şükrü Saracoğlu, inzwischen Premierminister, teilte von Papen mit, dass er sehr erfreut sein würde, wenn das Deutsche Reich die Sowjetunion zerschlagen würde, es würde sogar „des Führers großartigste Tat“ sein. Doch sei dazu die Tötung der Hälfte der russischen Bevölkerung vonnöten.
Die Türkei sprengte vorsorglich alle Brücken über den Grenzfluss Mariza. Von Papen hatte bei den Verhandlungen mit der Bombardierung und Zerstörung Istanbuls gedroht. Dennoch lieferte die Türkei weiterhin Rohstoffe an die Achsenmächte, bis ein Boykott der Alliierten das Land im Mai 1944 dazu zwang, die Lieferung von Chrom einzustellen. Gleichzeitig wurden führende Turanisten verhaftet und ihre Organisationen aufgelöst. Bis zum August 1944 unterhielt die Türkei diplomatische Beziehungen mit Deutschland. Dabei wuchs die Zahl der Soldaten von 120.000 auf über eine Million, wobei die Türkei nur 17 Millionen Einwohner hatte. Erst als sich die Niederlage der Achsenmächte abzeichnete, brach Ankara am 2. August 1944 die diplomatischen Beziehungen zu Berlin ab. Am 23. Februar 1945 erklärte die Türkei dem Deutschen Reich (und Japan) den Krieg, ohne jedoch in die Kämpfe einzugreifen.

### Kalter Krieg
Nach dem Krieg lehnte sich Inönü außenpolitisch an die USA an, die sich zunehmend in die Politik Europas und des Mittelmeerraums einmischten. Währenddessen wurden die Beziehungen zur Sowjetunion nach der Kündigung des Neutralitätsvertrags im August 1946 zusehends schlechter. Hauptstreitpunkt neben den ideologischen Differenzen blieben die Meerengen zwischen Mittelmeer und Schwarzem Meer. Im März 1947 übernahmen die USA die britische Schutzmachtrolle für Griechenland und für die Türkei, die zudem Kredite erhielten, um einer Machtausweitung im Zuge der Sowjetischen Gebietsansprüche in der Türkei entgegenzuwirken. Wegen dieser Auseinandersetzungen gab die Türkei schließlich ihre Neutralität auf und trat am 18. Februar 1952 gemeinsam mit Griechenland der drei Jahre zuvor gegründeten NATO bei. Am 31. Oktober 1959 stimmte Ankara der Aufstellung von US-Mittelstreckenraketen zu. Schon am 9. Januar 1948 hatten die USA begonnen, Militärgüter zu liefern. Am 14. Juli 1948 wurden in einem Schauprozess 14 Kommunisten verurteilt. Ende des Jahres trat die Türkei der UNESCO bei.

### Demokratisierung (ab 1943), religiöse Gruppen, Mehrparteiensystem (1946–1950)
Innenpolitisch setzte İnönü eine vorsichtige Demokratisierung in Gang. 1943 ließ er eine größere Zahl unabhängiger Parlamentsabgeordneter zu. In einer Rede am 19. Mai 1945 kündigte er die Umwandlung der Türkei in eine Demokratie an. Am 12. Juli 1947 erklärte er die Opposition der Demokratischen Partei für legitim und damit die Entstehung eines Mehrparteiensystems.
In der Religionspolitik verstärkte İnönü einerseits den Laizismus, indem er den Einfluss der Geistlichkeit auf den Staat weiter einschränkte, förderte aber andererseits die Ausbildung junger Geistlicher. 1932 war die Zahl der als Diyanet bezeichneten Einrichtungen innerhalb des gleichnamigen Staatsorgans (Diyanet İşleri Başkanlığı, später Başkanlığı, also Direktorat für Religiöse Angelegenheiten), in denen der Koran auswendig gelernt wurde, auf neun gesunken, mit insgesamt 252 Schülern. 1934–35 war ihre Zahl auf neunzehn gestiegen, wobei hier 231 Jungen und 15 Mädchen unterrichtet wurden. Nach dem Tod Atatürks stieg ihre Zahl 1938–39 sprunghaft auf 48 Einrichtungen an, an denen 1.239 Jungen und 142 Mädchen auswendig lernten. Andererseits verschwand 1939 das Fach Religiöse Unterweisung aus den Dorfschulen, vielleicht Ausdruck einer Auseinandersetzung zwischen Diyanet und Bildungsministerium. Der Staat beanspruchte zwar die alleinige Aufsicht über die Weitergabe religiöser Inhalte, doch blieben, nachdem die Medresen, ebenso geschlossen worden waren, wie Türbe und Tekke, nur wenige Einrichtungen, wie Imame und Hodschas, die mit ihrem Unterricht am Rande der Legalität agierten. Es entstanden verschiedene Netzwerke, bei denen Nurcus (gegründet von Said Nursî, 1876–1960) und Süleymancıs herausragen. Said Nursi, der Islam und Modernität verbinden wollte, wurde 1934 und 1943 verhaftet, doch 1948 wurde seinem Wirken vom Diyanet Legalität verliehen. Seine Anhänger („Anhänger des Lichtes“) gewannen in den 1950er und 60er Jahren so starken Einfluss, dass der Vorsitzende des Diyanet zurücktreten musste, nachdem 1964 in einem von seiner Organisation herausgegebenen Buch Said Nursi angegriffen worden war. Sein Nachfolger galt als Nurcus nahestehend. Said Nursi unterstützte ab 1946 die Partei von Inönüs Gegner Adnan Menderes; seiner Auffassung nach erforderte die Bedrohung der Religion durch den atheistischen Materialismus und den Marxismus die Kooperation von Muslimen und Christen. Hinter Süleymancıs stand Süleyman Hilmi Tunahan (1888–1959). Auch er wurde zwei Mal verhaftet, nämlich 1939 und 1944. 1938 bis 1943 predigte er als Angestellter der Religionsbehörde in den kleineren Moscheen Istanbuls, dann, nach einem mehrjährigen Verbot, wieder ab 1950. Auch seiner Organisation gelang es, im Diyanet und anderen Staatsorganisationen Einfluss zu gewinnen. 1957 geriet er in Verdacht, sich zum Mahdi ausgerufen zu haben, doch wurde er freigesprochen. Auf seine Organisation geht der Verband der Islamischen Kulturzentren in Deutschland zurück. Eine Sonderrolle spielt Fethullah Gülens Bewegung, die Ende der 1960er Jahre als lokale Gruppierung in İzmir und Umgebung entstand.
Eine Bodenreform, die İnönü selbst als überaus bedeutsam einschätzte, teilte die Staatsgüter unter den Bauern auf. Doch schon im November 1947 näherte sich die CHP der DP an, denn nun forderte auch sie Privatisierungen und nahm Abstriche am Landverteilungsgesetz vor. Fevzi Cakmak und andere nationalkonservativ bis rechtsextrem eingestellte DP-Mitglieder gründeten die Millet Partisi, die Nationspartei – „das spätere Sprungbrett für Alparslan Türkeş, jahrzehntelanger Führer der Ultranationalisten.“ 1949 berief Inönü, wohl um aus dem konservativen Spektrum Wähler zu gewinnen, den Theologieprofessor Şemsettin Günaltay zum Premierminister, der die Verbindung von kemalistischer Regierungsform und Islam für möglich hielt. Das Wirtschaftswachstum lag 1946 bis 1949 im Schnitt bei 10 %, unterlag aber starken Schwankungen; zudem wuchs die Inflationsrate.
Nach der Wahlniederlage seiner CHP am 14. Mai 1950 trat Inönü zurück; seine Partei hatte nur noch 69 der 487 Mandate gewonnen, obwohl 39,8 % der Wähler der CHP ihre Stimme gegeben hatten. Adnan Menderes, sein politischer Hauptgegner, dessen DP 53,4 % zugefallen waren, nannte Inönü nichtsdestotrotz einen großen Helden und einen legendären Rivalen. Das Militär soll zum Putsch bereit gewesen sein, doch Inönü lehnte dies ab.

## Oppositionsführer (bis 1960), Militärputsch, erneut Ministerpräsident (1961–1965)
İsmet İnönü war für die nächsten zehn Jahre Oppositionsführer, stellte der Demokratischen Partei aber durchaus seine Expertise in außenpolitischen Angelegenheiten zur Verfügung. Auch drängte er auf freie Wahlen, Pressefreiheit und die Unabhängigkeit der Gerichte und stellte sich damit persönlich gegen den zunehmend autoritären Regierungsstil des Wahlsiegers. Im Mai 1959 wurde Inönü von einem Stein getroffen, der aus einer Menge von DP-Demonstranten geworfen worden war, wenige Tage später begegnete ihm eine aggressive Menge in Istanbul. Folgt man Berichten von CHP-Seite war es nur dem Einsatz von Soldaten zu verdanken, dass Inönüs Leben gerettet wurde. Auch wurden CHP-Delegierte und Inönü auf dem Weg nach Kayseri von Soldaten aufgehalten, die jedoch angeblich angesichts seiner Verdienste salutierten und passieren ließen. Bereits 1951 hatte Menderes 500 halkevler, dörfliche Zentren zur Verbreitung der kemalistischen Lehre, schließen lassen. 1954 ließ die DP das Eigentum der CHP konfiszieren, 1957 sollte ihr ein Gesetz die Bildung von Koalitionen erschweren. Schließlich erhielt Inönü ein Redeverbot im Parlament für 12 Sitzungen. Nach schweren Unruhen an den Universitäten von Istanbul wurde das Kriegsrecht für die Provinzen Istanbul und Ankara ausgerufen.
Am 27. Mai 1960 putschte das Militär unter Cemal Gürsel und beherrschte das Land bis zum 15. Oktober 1961. Menderes und andere Politiker wurden hingerichtet. Inönü bot seinen Rat an und wurde zunächst Vorsitzender der verfassunggebenden Versammlung und vom 20. November 1961 bis Februar 1965 unter dem militärischen, aber dennoch liberal eingestellten Gürsel erneut Ministerpräsident. Inönü würde, so seine Aussage, niemals ein nichtdemokratisches Regiment erlauben, er werde niemals an einem solchen Versuch teilnehmen, er werde im Gegenteil jeden Versuch bekämpfen. In seine letzte Amtszeit fiel der Assoziations-Vertrag mit der Europäischen Wirtschaftsgemeinschaft (EWG).
Inönüs Partei konnte nicht allein regieren, daher führte er drei kurzlebige Koalitionen. Zunächst regierte seine CHP mit der Adalet Partisi (AP), der Gerechtigkeitspartei. Dann folgte eine Koalition mit der Partei der Neuen Türkei, dann mit der Republikanischen Bauern-Volkspartei unter Osman Bölükbaşı (25. Juni 1962 bis 2. Dezember 1963). Schließlich folgte eine Koalition mit Unabhängigen, die vom 25. Dezember 1963 bis zum 13. Februar 1965 Bestand hatte. Am 22. Februar 1962 und am 21. Mai 1963 kam es zu Putschversuchen durch Angehörige der Armee. Bei deren Unterdrückung spielte Inönü die entscheidende Rolle.
1964 entging der Ministerpräsident knapp einem Pistolenattentat. Als sein Dienstwagen nach dem Attentat nicht ansprang, beruhigte İnönü seinen Sekretär und den Chauffeur: „Seid doch nicht so in Eile, die sagen nachher, wir hätten Angst.“
Gegen Ende seiner Amtszeit unterstützte Inönü den linken Flügel der CHP unter Bülent Ecevit. Am 10. Oktober 1965 siegte die AP bei den Wahlen und Inönü wurde erneut zum Oppositionsführer.

## Parteivorsitz (bis 1972) und Tod
Die Türkei hatte sich in den letzten zehn Jahren von einem Agrarstaat zu einem im Aufbruch befindlichen Industriestaat entwickelt. Die Produktion von Fahrzeugen, Bier, Radios und Textilien nahm rapide zu. Die privatwirtschaftliche und die staatliche Industrie leistete ab 1973 mehr für das Bruttosozialprodukt als die Landwirtschaft. Damit verlagerte sich zugleich die Machtbasis, eine Verlagerung, an die Inönü seine Konzepte anzupassen versuchte. Schon 1965 übernahm er angesichts des Anwachsens der Arbeiterschaft den Slogan „Mitte-Links“, eine Öffnung zur sozialen Frage, die Demirel mit der Formel angriff „Mitte-Links ist der Weg nach Moskau“.
Inönü, der Zweifel am neuen Kurs hatte, förderte Bülent Ecevit, dem er schließlich innerhalb der Partei 1966 weichen musste. Dennoch bewahrte er ein gewaltiges Prestige, so dass viele Politiker bei ihm Rat suchten. Ecevits Programm der Erneuerung wurde am 28. April 1967 auf dem Parteitag angenommen.
Am 12. März 1971 intervenierte die Armee erneut. Doch beanspruchte sie diesmal nicht die Führung des Staates, sondern verlangte eine überparteiliche Regierung. Inönü unterstützte Nihat Erim von der CHP. Ecevit trat dagegen unter Protest zurück. Am 20. Oktober 1972 trat İnönü seinerseits als Parteivorsitzender zurück und wurde am 16. November Mitglied des Senats.
Erst im Oktober 1973 fanden wieder Abgeordnetenwahlen statt, aus denen die demokratischen Sozialisten unter Bülent Ecevit als Sieger hervorgingen. Zugleich gelang unter Necmettin Erbakan erstmals einer islamistischen Partei der Einzug ins Parlament. Die Koalition zwischen Islamisten und Sozialisten hielt jedoch nur bis zur Zypernkrise von 1974. An einem weiteren ethnischen Konfliktherd, in Kurdistan, entstand die Arbeiterpartei Kurdistans (PKK). Zugleich nahm der Einfluss religiöser Gruppen weiter zu.

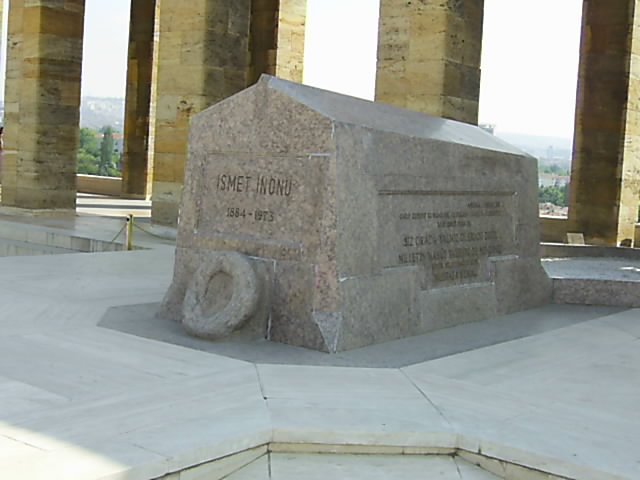
İsmet İnönüs Grab im Mausoleum Anıtkabir

Inönü starb am 25. Dezember 1973. Er wurde im Mausoleum Anıtkabir in Ankara bestattet. 1975 wurde die İnönü-Universität in der Geburtsstadt seines Vaters, in Malatya, nach ihm benannt.